# Stenbittjärnen (Alanäs socken, Jämtland)
Stenbittjärnen är en sjö i Strömsunds kommun i Jämtland och ingår i Ångermanälvens huvudavrinningsområde.